# Edmond Calvo
Pour les articles homonymes, voir Calvo.
Edmond François Calvo, dit Calvo, est un auteur et dessinateur de bandes dessinées français, né le  26 août 1892 à Elbeuf (Seine-Maritime) et mort le 11 octobre 1957  dans le 20e arrondissement de Paris.

## Biographie
Il passe son enfance à Elbeuf, où son père dirige une distillerie. Après avoir étudié au lycée Pierre-Corneille de Rouen, il exerce divers métiers : il dirige une fabrique de sabots puis de boucles, avant de devenir aubergiste. Dans le même temps, il commence à dessiner pour la presse, notamment en tant que caricaturiste au Canard enchainé entre 1919 et 1921. En 1938, il se sépare de son auberge et décide de se lancer à plein temps dans l'illustration et la bande dessinée. Il pratique le dessin, la peinture et la sculpture. Il se lie aux Publications Offenstadt, pour lesquelles il collabore aux revues Fillette, L’Épatant et Junior.
Son album le plus célèbre, La bête est morte !, raconte l'histoire de la Seconde Guerre mondiale transposée dans un univers animalier,. Les Français sont représentés par des écureuils et des lapins, les Allemands ont des têtes de loup et les Américains de bison . L'album est publié en 1944. Calvo en réalise le dessin sur un scénario de son ami Victor Dancette, éditeur de publications pour la jeunesse. Le grand succès de cette œuvre lui vaut d'être contacté par Walt Disney qui lui propose de travailler pour ses studios, ce qu'il refuse. De 1942 à 1958, Calvo crée quatorze séries différentes, dont Rosalie, Patamousse, Coquin le petit cocker, Cricri Souris d'appartement (sur un scénario de Marijac) qui donne son nom à Cricri journal et préfigure, avec son complice le chat Matou, sa série la plus connue Moustache et Trottinette, publiée à partir de 1953 dans le magazine féminin Femmes d'aujourd'hui. Après sa mort, l’œuvre de Calvo tombe un temps dans l'oubli avant d'être remise en avant notamment par l'action d'Étienne Robial par une exposition dans sa librairie en 1974 puis plusieurs rééditions dans ses éditions Futuropolis.
Calvo a également illustré des romans, des contes animaliers et des publicités.
Son trait rond et dynamique a été influencé par celui de Walt Disney. Outre le fait d'être un dessinateur hors pair, il est aussi reconnu dans le monde de la bande dessinée comme le maître du jeune Albert Uderzo qui venait, dans sa jeunesse, lui rendre visite à son domicile pour le regarder dessiner et recueillir ses conseils,. Même s'il est autodidacte en matière de bande dessinée, Thierry Groensteen indique que l'artiste a « retenu les leçons des illustrateurs français Félix Lorioux et probablement Félix Pol Jobbé-Duval (1879-1961) ».

## Notes et références

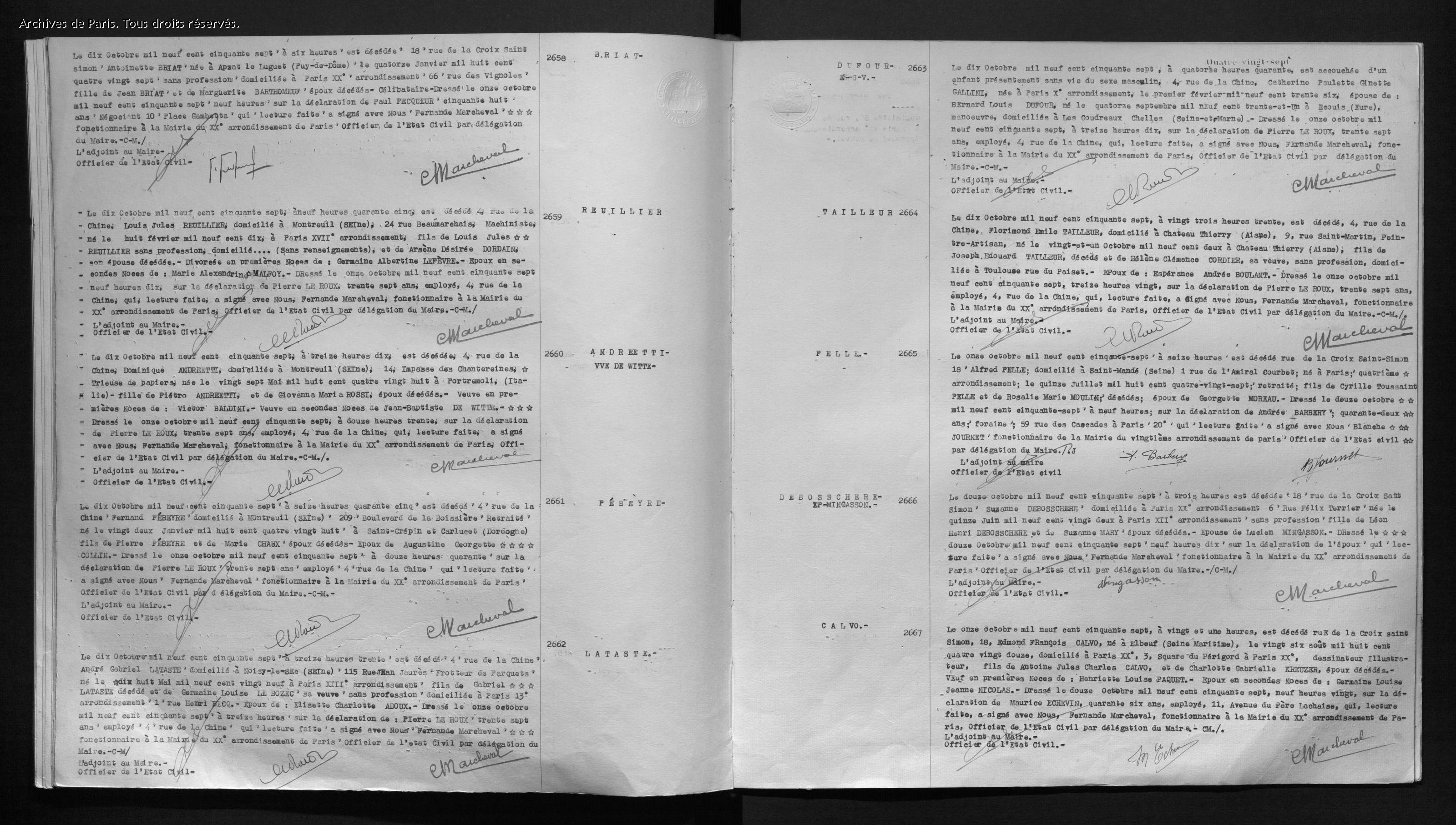
Acte de décès de Edmond Calvo, archives de la ville de Paris